# フランス軍
フランス軍（フランスぐん、フランス語: Forces armées françaises）は、フランス陸軍（Armée de Terre française）・フランス海軍（Marine nationale）・フランス航空宇宙軍（Armée de l'air française）およびフランス国家憲兵隊（Gendarmerie nationale française）を保有するフランスの軍隊。仏軍とも。

## 歴史

### 第二次世界大戦時のフランス軍
フランスは普仏戦争や第一次世界大戦で戦火を交えたドイツ対策として、仏独国境線にマジノ線と呼ばれる大要塞群を構築することとした。この要塞線の建築でフランス軍の予算がほとんど使用されたため、装備の更新ができなかったという説があるが、これは正しくない。マジノ線の構築のためにフランスの軍事予算は毎年増額されたものの、1933年には58%、1934年には33%の予算を余らせていた。また、1940年には戦車2380両、軍用機2441機を保持しており、イギリス遠征軍を加えればドイツ軍に匹敵した。また個別の兵器でもソミュア S35やルノーB1などドイツ軍のII号戦車やIII号戦車を上回る能力を持つ兵器を装備していた。
しかしフィリップ・ペタンやマキシム・ウェイガン、モーリス・ガムランといった軍の首脳部は第一次世界大戦型の陣地戦による防衛を重視しており、戦車は各師団に分配され、機甲師団による集中運用ができなかった。シャルル・ド・ゴールを始めとする一部の軍人は機甲師団の創設などを訴えたが全く無視された。
また空軍も創設されず、陸軍の補助的存在に過ぎなかった。ペタンは配備された飛行機も、乱立する航空機メーカーが多種多様な航空機をそれぞれ生産していたため機種の統一が図れなかった。
海軍は新型戦艦（ダンケルク級戦艦・リシュリュー級戦艦）や多数の有力な艦艇、航空母艦も保有していたが、作戦海域を地中海に主眼を置いていた上、ナチス・ドイツの侵攻では陸戦が主体であったためさしたる行動も取れぬまま降伏を迎えた。
兵員面でもナポレオン戦争以来の兵員不足を補うため、植民地から徴用された兵士が多かった。また通信分野での理解も遅れており、すでに無線通信やテレタイプなどを採用していたドイツに対し、フランス軍は自動車やオートバイによる伝令、伝書鳩を主軸にしており、迅速な命令を下すことはできなかった。
このような状況で1940年フランスはナチス・ドイツの侵攻に直面した。フランス軍は敗退を重ね、一ヶ月足らずでフランスは降伏する。
降伏後、フランス軍はナチス傀儡のヴィシー政権軍と、ダイナモ作戦などによって亡命した自由フランス軍に分かれた。一部の海軍の艦艇はイギリス軍と戦火を交えたほか（メルセルケビール海戦）、1942年にドイツの接収を防ぐため、1942年に自沈している。その後、ヴィシー政権は中立を標榜したために表向きには戦闘を行わなかった。しかし植民地軍の一部は連合国軍と戦っている。
1942年、トーチ作戦により北アフリカのヴィシー政権軍は連合国軍と戦火を交えたが、フランソワ・ダルラン提督が降伏したため戦いは短期間で終わった。北フランスのヴィシー軍は自由フランス軍に合流したが、ヴィシーフランス本土はドイツ軍に占領された。その後、自由フランス軍は連合軍の一員としてノルマンディー上陸以降の反攻作戦で活躍し、パリ解放なども果たした。

### 第二次世界大戦後のフランス軍
第二次世界大戦が終結すると、フランスは戦勝国としてアメリカやイギリスなどと共に資本主義国として冷戦を迎え、NATOに加盟し欧州の重要な軍事力として存在するようになる。
一方で、植民地内での独立の気運の高まりを押さえ込むために軍事力を行使することもあり、インドシナ戦争では近代的な兵力を投入したにも拘らず敗退してしまった。この他にも、アルジェリア戦争など植民地に於ける戦争の続発や、フランスの植民地政策について民族自決容認（アルジェリア独立容認）へ転換を進めたフランス第四共和政政府に対する政府転覆も視野に入れた軍事行動（アルジェリア駐留軍によるド・ゴール将軍政界復帰要求。アルジェ駐屯落下傘部隊のコルシカ島不法進軍・占拠、及びフランス本土・首都パリへの逆侵攻示唆。これらの一連の動きにフランス軍中枢部も支持・呼応を伺わせた）など著しいシビリアン・コントロール喪失状態・関東軍化暴走状態を見せるが、担ぎ出した当のド・ゴール将軍（および新たに成立したフランス第五共和政）が決起部隊・決起部隊支持軍組織の意図に反し、（国内世論と自身の国民的人気を強力な支持基盤に）アルジェリア独立政策支持を表明。大幅に強化された大統領執行権をもって、巧妙・迅速に法整備や軍部人事介入・組織改革を推し進めた事が功を奏しアルジェリア独立を達成。主要植民地を放棄した事で、海外での軍事介入は激減していく。
また、エジプトのナセル大統領のスエズ運河国有化に端を発した第二次中東戦争には、イギリス、イスラエルと共に参戦したが、アメリカの圧力や国際社会の非難もあり撤退した。
これ以降、フランスはアメリカに頼らない独自路線を歩む様になり、NATOの軍事機構から脱退（事務レベルでは参加している）し独自の核戦力も保有、強化するようになる。フランス軍は国際平和活動などにも重点を置いていた他、脱退したとはいえNATOとの一定のパートナーシップを保持し続けた。一方で、1960年代にサハラ砂漠で行なった核実験では、兵士を爆心地に向けて歩かせることで、核兵器の人体に対する影響を研究する人体実験を行なっていたことを証明する機密文書の存在が判明している。
1991年の湾岸戦争に際しては多国籍軍の一員として対イラク戦に参戦した。
冷戦構造崩壊後のフランス軍は、地域紛争に介入しこれの解決のために国連や他国との協調を重視し、NATO諸国との一層の関係強化を行っている。
2009年にサルコジ大統領がNATO創設60周年記念首脳会議にてNATO軍事機構への43年ぶりの完全復帰を宣言した

## 組織
- 陸軍（以下を含む）
  - 陸軍特殊作戦旅団
    - 特殊作戦旅団本部
    - 特殊作戦航空分遣隊
    - 第13竜騎兵落下傘連隊 - 13 RDP

  - CPROM
  - CPIS
  - CPES
  - 第11落下傘旅団空挺コマンドーグループ/潜入情報行動コマンドー - 11BP GCP/CRAP
  - 山岳猟兵
  - 外人部隊
    - 第2外人落下傘連隊空挺コマンドーグループ/潜入情報行動コマンドー - 2REP GCP/CRAP
    - 第2外人工兵連隊山岳偵察部隊 - 2REG URH
    - 第1外人工兵連隊特殊水中作戦部隊 - 1REG DINOPS

  - 海兵隊
    - 第1海兵歩兵落下傘連隊 - 1er RPIMa
- 海軍（以下を含む）
  - 海軍航空隊
  - 基地防衛隊、コマンド部隊
  - フュージリア海兵作戦コマンド
    - 海兵コマンド
    - フュージリア海兵隊

  - GCMC（海軍近接戦闘群）
- 空軍（以下を含む）
  - 空軍第40特殊救難航空団 - CPA40
  - 空軍第10特殊航空団- CPA10
- 国家憲兵（以下を含む）
  - 国家憲兵隊特殊介入群
    - 治安介入部隊
    - 空挺介入中隊
    - 特殊防護小隊（PSPG）

  - 共和国親衛隊
    - 国家憲兵隊大統領保安群 - GSPR
- 国民衛兵

## 兵力
フランス軍は全軍合わせて約310,000人の兵力を有する。この内、約100,000人は国家憲兵に属する。以前は徴兵制が存在していたが、2001年に廃止され現在は志願制となっている。兵役義務は存在しないが、男女を問わず一定年齢に達すると予備役登録を行わなければならない。

## 海外駐留部隊
フランス軍は旧植民地を中心に全世界に常時約35,000名を展開している。

### アメリカ大陸方面
- グアドループ常駐

アンティル諸島駐屯フランス軍
人員1,000名から成り、1個海兵歩兵大隊（第41海兵歩兵大隊）、哨戒艇1隻、ヘリコプター1機のほか国家憲兵隊800名が駐留。（海外県などにおける現地民向けの）適応軍役制度兵（Service militaire adapté：SMA）は550名が所属。
- マルティニーク常駐

アンティル諸島駐屯フランス軍
人員3,200名から成り、1個歩兵連隊（第33海兵歩兵連隊）、フリゲート1隻（ヴァントーズ）、曳航船1隻、輸送機3機、ヘリコプター3機のほか国家憲兵隊550名が駐留。適応軍役制度兵は550名が所属。
- フランス領ギアナ常駐

フランス領ギアナ駐屯フランス軍
人員3,800名から成り、2個歩兵連隊（第3外人歩兵連隊と第9海兵歩兵連隊）、艦艇2隻、ヘリコプター7機のほか国家憲兵隊800名が駐留。適応軍役制度兵は700名が所属。

### アフリカ大陸およびインド洋方面
- コートジボワール派遣[5]

人員1,950名から成り、1個歩兵大隊（第43海兵歩兵大隊）の駐留のほか、2つの作戦でフランス本国から部隊が増強駐屯している。
- セネガル派遣[5]

カーボベルデ・フランス軍
人員1,150名から成り、1個歩兵大隊（第23海兵歩兵大隊）、輸送機1機、偵察機1機、ヘリコプター1機が駐留。
- ガボン常駐

ガボン・フランス軍
人員1,150名から成り、1個歩兵大隊（第6海兵歩兵大隊）、輸送機2機、ヘリコプター6機が駐留。
- チャド派遣

人員1,550名から成り、作戦用基地が1箇所と1個統合任務群が駐屯。
- 中央アフリカ派遣

人員1,200名から成り、戦闘機6機、輸送機2機、1個歩兵中隊が駐屯。
- ジブチ常駐

ジブチ駐留フランス軍
人員1,900名から成り、1個連隊（第5海外混成連隊）、輸送機1機、戦闘機10機、ヘリコプター10機、海上哨戒機1機が駐留。
- マヨット常駐

南インド洋管区フランス軍
人員350名から成り、1個歩兵分遣隊（マヨット外人部隊分遣隊）と2個義勇兵隊のほか国家憲兵隊300名が駐留。
- レユニオン常駐

南インド洋管区フランス軍
人員4,000名から成り、1個空挺連隊（第2海兵歩兵落下傘連隊）、フリゲート2隻（フロレアル、ニヴォーズ）、偵察機2機、輸送機2機、ヘリコプター2機のほか国家憲兵隊1,050名が駐留。適応軍役制度兵は1,150名が所属。
- インド洋上

海軍艦艇を中心に人員1,250名が展開している。

### 太平洋方面
- ニューカレドニア常駐

ニューカレドニア駐屯フランス軍
人員2,950名から成り、1個歩兵連隊（太平洋ニューカレドニア海兵歩兵連隊）、フリゲート1隻（ヴァンデミエール）、哨戒艇3隻、輸送機3機、ヘリコプター6機のほか国家憲兵隊900名が駐留。適応軍役制度兵は350名が所属。
- ポリネシア常駐

フランス領ポリネシア駐屯フランス軍
人員2,400名から成り、1個歩兵連隊（太平洋ポリネシア海兵歩兵連隊）、フリゲート1隻（プレリアル）、海上哨戒機3機、輸送機2機、ヘリコプター2機、のほか国家憲兵隊540名が駐留。適応軍役制度兵は250名が所属。

### 中東方面
- アラブ首長国連邦派遣

アラブ首長国連邦フランス軍敷地
輸出兵器向け技術者を中心に派遣。2009年5月26日に最大500名規模の陸海空軍部隊の恒久基地をアブダビに新設。ミラージュ2000戦闘機3機、カエサル 155mm自走榴弾砲6両が駐留。2011年に第13外人准旅団がジブチから移駐する。
- レバノン派遣

国際連合平和維持活動に人員1,750名を派遣。

### ヨーロッパ方面
- コソボ派遣

KFORに人員2,100名を派遣。
- ボスニア・ヘルツェゴビナ派遣

アルテア欧州連合部隊に人員150名を派遣。

## かつての駐屯地
- 江戸幕府、大日本帝国（現在の日本）
  - 英仏横浜駐屯軍
- 清、中華民国（現在の中華人民共和国）
  - 上海フランス租界
  - 広州湾租借地
  - 華北駐屯軍
- フランス領インドシナ（現在のベトナム、ラオス、カンボジア）
- フランス領インド（現在のインド）
- フランス委任統治領シリア（現在のシリア、レバノン、トルコ）
- フランス領西アフリカ（現在のモーリタニア、セネガル、マリ共和国、ギニア、コートジボワール、ニジェール、ブルキナファソ、ベナン）
- フランス領赤道アフリカ（現在の中央アフリカ、チャド、コンゴ共和国、ガボン）
- フランス保護領チュニジア（現在のチュニジア）
- フランス保護領モロッコ（現在のモロッコ）
- フランス領アルジェリア（現在のアルジェリア）
- フランス領マダガスカル（現在のマダガスカル）
- フランス領ソマリランド（現在のジブチ）
- ザール保護領（現在のドイツ）

## 近年の動向

### NATOへの復帰
シャルル・ド・ゴール大統領による独自路線により、1966年にNATOの軍事機構からは脱退していたが、親米派のニコラ・サルコジ大統領によって創設60周年を迎える2009年に全面復帰した。

### 海外への展開
第二次世界大戦前と比べると大幅に少なくなったが、現在のフランス軍も常時海外へ展開している。一つは、南米やカリブ海、インド洋、太平洋に点在するフランスの海外領土の防衛の為に比較的小規模の部隊を常駐させている。一部では独立運動の鎮圧を行っている。
もう一つは、旧フランス植民地（多くはアフリカ）に旧宗主国として内戦や地域紛争に介入したり、ウラン鉱などの利権防衛の為に外人部隊などが派遣されている。植民地の独立後もフランスが利権を持つ地域は多く、過去の領土的野心ではなく、利権の防衛に主眼が置かれている。
さらにもう一つは、NATOやWEUなどと協調して多国籍軍に参加したり、ドイツと合同旅団を構成したり、国際的に多国間の枠組みの中で指導的立場としてふるまっている。
2013年1月には、旧植民地マリ共和国で発生した軍事クーデターとトゥアレグ族の反乱によるマリ国内の混乱に対処するため、マリ政府の要請を受けて空軍と陸軍による反乱軍の鎮圧作戦を実行している。
2014年以降、ルールに基づく海上秩序を守る宣言の一環として、仏海軍は南シナ海を定期的に航行している。2016年には、当事の国防相が他の欧州諸国の海軍に対し、定期的で目に見えるプレゼンスを南シナ海で展開するよう呼び掛けている。
これまで、特にベトナムなどの東南アジア諸国が反発している南シナ海での中国の領有権主張をめぐり、中国との対決を主導してきたのは米国だが、フランスは英国と並び同地域に定期的に海軍を派遣している欧州国としてこの紛争にも干渉しており、年3回から5回、南シナ海に艦船を派遣している。

### 核戦力
フランスの独自路線の象徴で、フランス軍の中でも最優先の位置付けで予算配分を受けている。フランス海軍・戦略海洋部隊の戦略ミサイル原子力潜水艦にはM45潜水艦発射弾道ミサイルが搭載され、フランス空軍のミラージュ2000Nと海軍のシュペルエタンダールにはASMP空中発射型巡航ミサイルが搭載されている。
なお、フランス空軍は1960年代末期にアルビオン高原に地下式ミサイルサイロを備える空軍基地を建設し、1971年より主要な核戦力の一つとしてサイロ配備型の中距離弾道ミサイルの運用を開始した。当初はS-2中距離弾道ミサイルを配備した後、1980年より改良型のS-3中距離弾道ミサイルの運用に移行したが、冷戦終結に伴い1996年にS-3は退役し、サイロなどの運用設備も解体・廃棄された。
また、フランス陸軍もかつて核戦力を配備していた。当初はアメリカ製のオネスト・ジョンを装備していたが、後に国産のプリュトン短距離弾道ミサイルの配備に移行した。更にはプリュトンの後継としてアデスミサイルも開発されたが、冷戦終結に伴いプリュトンは1993年に退役し、アデスも1991年から少数が配備されたものの1996年をもって退役したことで、フランス陸軍から核戦力は全廃された。
- フランスの保有する核弾頭数
  - SLBM : 384発
  - ASMP : 空軍45発、海軍20発

### 宇宙軍司令部の創設
同国大統領であるエマニュエル・マクロンは2019年7月13日、新たに『宇宙軍司令部』を創設すると発表している。当日はフランス革命記念日前夜であったことから、アメリカ大統領ドナルド・トランプが提唱する宇宙軍創設の動きを反映したものであるとされる。マクロン大統領は恒例となっている革命記念日前日の行事に集まった軍上層部に対し、「宇宙におけるわが国の能力の発展と強化を確保するため、9月に宇宙担当の最高司令部を創設する」と述べている。
同大統領は2018年、宇宙防衛戦略の必要性に言及しており、今回の発表はその結果であるとしている。また、将来的には空軍と統合される予定とのこと。